# Вильянуэва, Иоаким Лоренсо
Иоаким Лоренсо Вильянуэва-и-Астенго (исп. Joaquín Lorenzo Villanueva y Astengo) (10 августа 1757, Хатива — 26 марта 1837, Дублин) — испанский священник, политик, писатель и историк.

## Биография
Был католическим священником.
Когда в 1808 году в Испании началось народное движение против французов, он к нему примкнул и был избран депутатом в кортесы.
По возвращении в Испанию в 1814 году короля Фердинанда VII Вильянуэва был заточен в монастырь и только после революции 1820 года был выпущен на свободу. Избранный опять депутатом, он деятельно защищал свободу и права народа. Тогдашнее правительство Испании отправило его в Рим для переговоров с Папой о правах испанской церкви, но из этого посольства он вернулся без успеха.
После восстановления в Испании абсолютизма Вильянуэва эмигрировал в Ирландию и, живя здесь в бедности, доходившей до нищеты, продолжал до глубокой старости неуклонно ратовать за гражданскую и церковную свободу своей родины.
Свою богатую приключениями жизнь Вильянуэва описал в сочинении под заглавием «Vida literaria de Joaquim Lorenzo V.» (Лондон, 1825). Другой его труд, изданный в 1812 году под заглавием «Angelicas fuentes ò el Tomista en las cortes», много содействовал распространению в Испании конституционализма.
Вильянуэва занимался и археологией, не чужд был поэзии. Древностям родной страны посвящен был его труд «Ibernia phoenicea seu phonicum in Ibernia incolatus, ex ejus priscarum coloniarum nominibus et earum idolatrica cultu demonstratio» (Дублин, 1831).